# Мильченко, Сергей Григорьевич
Сергей Григорьевич Мильченко (род. 1962, Солнечногорск) — советский и российских скульптор, Заслуженный художник Российской Федерации (2004), Народный художник Российской Федерации (2025), действительный член Российской академии художеств, член Международной ассоциации художников-христиан (SIAC). Член Союза художников с 1987 года.

## Биография
Родился 25 февраля 1962 года в городе Солнечногорске Московской области в семье военного. С детства увлекался лепкой из пластилина и глины. Окончил Московскую среднюю художественную школу (1980) и отделение скульптуры Харьковского художественно-промышленного института (1985). После службы в армии (1986—1987) работал в различных домах творчества.
Ещё во время студенчества начал участвовать в зональных и региональных выставках. В начале 1980-х годов его работы экспонировались на Первой и Второй выставках скульптуры и на выставке «Болдинская осень». В дальнейшем персональные выставки Сергея Мильченко прошли в Москве, городах Московской области и других городах России. В 1995 году Сергей Мильченко принял участие в своей первой крупной международной выставке «Art in Action», проходившей в Лондоне. В последующем произведения скульптора были представлены на зарубежных выставках в Саффолке (Великобритания, 1997), Оксфорде (Великобритания, 1998), Лондоне (Великобритания, 2005), Сенте (Франция, 2010), Париже (2013, Франция), Бюдельсдорфе (2014, Германия) и других городах. Член Союза художников СССР с 1987 года. Член Международной ассоциации художников-христиан с 1999 года.
С 2001 года С. Г. Мильченко — председатель секции скульптуры Московского областного отделения Союза художников России. В том же году он вошёл в состав скульптурной комиссии Союза художников России. В 2004 году избран членом-корреспондентом Российской академии художеств. С 2013 года работает старшим преподавателем кафедры скульптуры и композиции Московского государственного академического художественного института имени В. И. Сурикова.
С 2018 года С. Г. Мильченко является действительным членом РАХ по отделению скульптуры.

## Творчество
Сергей Мильченко работает как в станковой, так и в монументальной пластике. Использует самые разнообразные материалы: бронзу, дерево, камень, стекло, керамику, алебастр, шамот. Его произведения выполнены в разных стилях — от классики до авангарда.
На раннем этапе творчества Мильченко работал в технике деревянной полихромной скульптуры («Девушка из деревни Проходы», «Внуки уехали», «Я и конь»). В этих работах переплелись традиции народного творчества, мотивы украинского фольклора, русская парсунная живопись и эстетика классической скульптуры. Квинтэссенцией этого периода творчества Мильченко стала скульптура «Богдан Хмельницкий».
Время Перестройки существенно расширило границы творческого поиска Мильченко. В конце 1980-х годов он начинает большую серию работ на библейско-евангельские сюжеты, которая принесла ему широкую известность. Работам на «вечные темы» присуща авторская интерпретация, далеко не всегда совпадающая с каноническим толкованием («Возвращение блудного сына»), ярко выраженный индивидуальный почерк художника и оригинальная иконография. Особое место среди них занимают многофигурные торжественно-эпические композиции с хорошо выстроенной мизансценой и тщательно продуманным психологизмом каждого персонажа («Тайная вечеря», «Случай в Гефсиманском саду»).
Произведения религиозной тематики выполнены в романской и восточноевропейской традициях. Первая представлена в камне («Въезд в Иерусалим», «Снятие с Креста», «Воскресение Христово»), вторая — в дереве («Спас полуночный», «Ангел-хранитель»). Как отметил академик А. И. Рукавишников, «его библейские сюжеты создают таинственное и торжественное пространство вокруг себя, поверхность камня такова, что бережет объём, а не угождает обывателю разнообразием фактур…».
В своём творчестве Сергей Мильченко сумел выйти за конфессиональные рамки. Его работы можно встретить как в православных церквях («Распятие» в церкви села Троицкое Московской области, царские и диаконские врата в церкви Новомучеников и Исповедников Российских в Петровском парке в Москве), так и храмах англиканской церкви («Спас полуночный» в Вознесенской церкви деревни Вудчестер графства Глостершир, скульптурная композиция «Деисус» и выносной крест в монастыре Пресвятой Богородицы деревни Уолсингем графства Норфолк).
Особое место в творчестве Сергея Мильченко занимает его сотрудничество художником Анатолием Брусиловским, результатом которого стала целая галерея скульптурных работ в жанре сюрреализма. Мильченко сумел очень точно и тонко воплотить в объёме рисунки одесского авангардиста. Известный скульптор Л. М. Баранов сравнил работу своего коллеги с искусством ювелира. Совместный проект Брусиловского и Мильченко «Лица», представленный на выставке «Кабинетная скульптура» в 2013 году имел широкий резонанс, и по мнению Брусиловского стал событием в отечественной скульптуре.
Не обошёл своим вниманием Мильченко и жанр ню («Между небом и землёй», «Клеопатра», «Танец Саломеи»). Его работы провокативны и часто «за гранью», но в то же время передают в экспрессии красоту и пластичность форм женского тела.
В своём творчестве Сергей Мильченко обращается к такому трудному виду скульптуры, как рельеф. В частности им выполнены монументальные рельефы «Взятие Исмаила» и «Штурм Чёртова моста» для памятника А. В. Суворову в Екатерининском парке Москвы. Также скульптор много работает в жанре скульптурного портрета («Данте», «Пикассо на корриде в Валлорисе», «Денис Давыдов», «Царевна Софья»). Среди его работ можно встретить и оммажи ваятелям Возрождения, а также Родену, Магритту и Дали, которые, по признанию самого автора, расширяют границы его видения и помогают в создании реалистических работ. Кроме того, скульптор пробует себя в жанре инсталляции. Им также создана скульптурная группа «Китайские товарищи» для спектакля «Идите и остановите прогресс» театра на Таганке (режиссер Ю. Любимов).
Востребованы и монументальные работы скульптора. Его произведения украшают улицы и площади в Москве (мемориал Славы воинов МВД), Рузе (памятник Неизвестному солдату), Тобольске (памятник А. А. Алябьеву), Харькове (памятник Андрею Первозванному), Симферополе (Мемориал жертвам фашистской оккупации Крыма 1941—1944 гг.) и других городах.
По мнению поэта и публициста Г. Н. Красникова произведения Сергея Мильченко «подобны то философским трактатам, то евангельским притчам, то древним мифам и преданиям… Его изваяния — это герои и злодеи, грешники и праведники, действующие лица на сцене истории. С. Мильченко великолепно организует мизансцены, добавляя в них всё новых и новых персонажей мировой драмы…».
Работы Сергея Мильченко представлены в Третьяковской галерее, музеях Серпухова, Новосибирска, Переславля-Залесского, Нижнего Тагила, в частных коллекциях в США, Франции, Нидерландах, Великобритании.

## Основные работы

### Монументальные произведения
- Рельефы для фасада Тамбовского института культуры (1989, Тамбов).
- Спас полуночный (1993, Вудчестер, Великобритания).
- Скульптурная композиция «Деисус» (1995, Уолсингем, Великобритания).
- Рельефы «Взятие Исмаила» и «Штурм Чёртова моста» (2007, Москва, Екатерининский парк).
- Мемориал Славы воинов МВД (2009, Москва).
- Памятник «Неизвестному солдату» (2011, Руза).
- Памятник Андрею Первозванному (2013, Харьков, в соавторстве с А. Ридным).
- Памятник А. А. Алябьеву (2017, Тобольск).
- Бюст Сергея Есенина (2018, Плиска, Болгария).
- Памятник протопопу Аввакуму (2021, Тобольск).

### Станковые произведения
- «Хозяйка» (1986, Серпуховской художественный музей).
- «Бегство в Египет» (1988, Нижнетагильский музей изобразительный искусств).
- «Трудные годы» (1996, Новосибирская картинная галерея).
- «Въезд в Иерусалим» (2000, Государственная Третьяковская галерея).

## Награды и звания
- Народный художник Российской Федерации (30 мая 2025 года) — за большие заслуги в области изобразительного искусства[11]
- Заслуженный художник Российской Федерации (2 февраля 2004 года) — за заслуги в области искусства[12];
- медаль «В память 850-летия Москвы» (26 февраля 1997 года)[1];
- Золотая медаль Российской академии художеств (13 мая 2008 года)[13];
- Серебряная медаль Российской академии художеств (24 июня 2003 года)[1];
- медаль «За заслуги перед Академией» Российской академии художеств (25 апреля 2017 года)[14].

## Изобразительные материалы
- Скульптор Сергей Мильченко: альбом / авт.-сост. Т. Астраханцева. — М.: Август-Принт, 2006. — 55 с.